# Centristi per l'Europa
Centristi per l'Europa (CpE) è un partito politico italiano di centro nato in seguito ad una scissione nell'Unione di Centro.

## Storia

### La nascita
A partire dal 2016 l'Unione di Centro, pur facendo parte della maggioranza del governo Renzi, assume posizioni sempre più critiche verso il Partito Democratico e inizia a riavvicinarsi al centro-destra. La linea non viene condivisa dal fondatore Pier Ferdinando Casini, che decide di lasciare il partito, non rinnovando la tessera.
Qualche settimana dopo l'abbandono di Casini, la direzione nazionale critica aspramente la riforma costituzionale Renzi-Boschi e promuove la nascita dei comitati per l'inutilità del sì. Tale decisione non viene condivisa dal presidente del partito Gianpiero D'Alia, dal ministro Gian Luca Galletti e da diversi deputati UdC all'Assemblea regionale siciliana, che costituiscono il comitato Centristi per il sì.
Il 2 novembre 2016 D'Alia critica duramente la linea politica del partito affermando che "l'UdC è morta". In seguito a ciò il segretario Lorenzo Cesa sospende D'Alia dal partito e lo deferisce ai probiviri per gravi affermazioni offensive nei confronti del partito. In serata D'Alia si dimette dalla carica di Presidente e lascia il partito 
Il giorno seguente D'Alia e 8 deputati UdC all'ARS danno vita ai Centristi per la Sicilia.
Il 7 dicembre 2016 l'UdC abbandona ufficialmente Area Popolare e i suoi deputati e senatori passano al gruppo misto. Casini, D'Alia e il deputato Ferdinando Adornato decidono invece di restare nel gruppo di AP e danno vita ai Centristi per l'Italia.
L'11 febbraio 2017 Casini e D'Alia annunciano al Teatro Quirino di Roma la fondazione dei Centristi per l'Europa, a cui aderiscono anche Adornato e i senatori Aldo Di Biagio e Luigi Marino.

### Elezioni regionali siciliane del 2017
Per le elezioni regionali in Sicilia del 2017 il partito raggiunge un accordo con il Partito Democratico e il centro-sinistra per il sostegno, quale candidato Presidente, al rettore dell'Università di Palermo Fabrizio Micari.
La decisione di sostenere Micari provoca l'abbandono di tre deputati regionali del partito, che si schierano invece con il candidato unitario del centro-destra Nello Musumeci: Margherita La Rocca Ruvolo e Gaetano Cani aderiscono all'Unione di Centro, mentre Orazio Ragusa a Forza Italia.
I Centristi per l'Europa (presenti nell'isola come Centristi per la Sicilia) si presentano alla competizione unitamente ad Alternativa Popolare di Angelino Alfano, costituendo la lista comune Alternativa Popolare-Centristi per Micari.
La lista, nonostante i pronostici, non riesce tuttavia a superare la soglia di sbarramento regionale del 5%, arrestandosi al 4,18% che non consente di eleggere alcun deputato regionale.

### Le elezioni politiche del 2018
Alle elezioni politiche del 2018 il partito per ovviare allo sbarramento nazionale del 3%, previsto per Camera e Senato, decide di federarsi con altri movimenti centristi che intendono schierarsi con il centro-sinistra.
Per la quota proporzionale viene costituita, per ovviare allo sbarramento del 3%, la lista Civica Popolare, che riunisce, oltreché i Centristi per l'Europa, anche quella parte di Alternativa Popolare favorevole all'alleanza con il centro-sinistra, Unione per il Trentino di Lorenzo Dellai, L'Italia è Popolare di Giuseppe De Mita e l'Italia dei Valori di Ignazio Messina. Vengono inoltre schierati degli esponenti del partito nella quota maggioritaria.
L'unico eletto è Pier Ferdinando Casini, che si iscriverà al gruppo parlamentare Per le Autonomie.

### Sviluppi successivi
Dopo non aver preso parte alle elezioni regionali in Molise ed a quelle in Friuli-Venezia Giulia, il partito si presenta alle elezioni regionali in Abruzzo del 2019 con una propria lista a sostegno del candidato di centro-sinistra Giovanni Legnini, ricevendo l'1,53% e nessun seggio.
Alle elezioni lucane Centristi per l'Europa si presenta in una lista unitaria con Centro Democratico a sostegno del candidato di centro-sinistra Carlo Trerotola raccogliendo il 3,30% senza eleggere alcun consigliere.
Il partito non si presenta alle elezioni europee del 2019 ma Casini dichiara il suo sostegno alla lista Partito Democratico - Siamo Europei.
In occasione delle elezioni politiche del 2022 il partito entra nella lista Partito Democratico - Italia Democratica e Progressista facente parte della coalizione di centro-sinistra con Casini che viene rieletto nell'uninominale di Bologna.

## Ideologia
Il partito ha i propri riferimenti ideologici nel centrismo, nel cristianesimo democratico e nell'europeismo.

## Nelle istituzioni

### XVII Legislatura

#### Camera dei deputati
Nel gruppo: "Alternativa Popolare-Centristi per l'Europa-NCD-Noi con l'Italia"
- Gianpiero D'Alia
- Ferdinando Adornato

#### Senato della Repubblica
Nel gruppo: "Alternativa Popolare-Centristi per l'Europa-NCD"
- Pier Ferdinando Casini
- Aldo Di Biagio
- Luigi Marino

### XVIII Legislatura

#### Senato della Repubblica
Nel gruppo: "Per le Autonomie"
- Pier Ferdinando Casini

### XIX legislatura

#### Senato della Repubblica
Nel gruppo: "Partito Democratico - Italia Democratica e Progressista"
- Pier Ferdinando Casini

## Risultati elettorali
| Elezione       | Elezione | Voti               | %                  | Seggi   |
| -------------- | -------- | ------------------ | ------------------ | ------- |
| Politiche 2018 | Camera   | in Civica Popolare | in Civica Popolare | 0 / 630 |
| Politiche 2018 | Senato   | in Civica Popolare | in Civica Popolare | 1 / 315 |
| Politiche 2022 | Camera   | in PD-IDP          | in PD-IDP          | 0 / 400 |
| Politiche 2022 | Senato   | in PD-IDP          | in PD-IDP          | 1 / 200 |